# Elna Munch

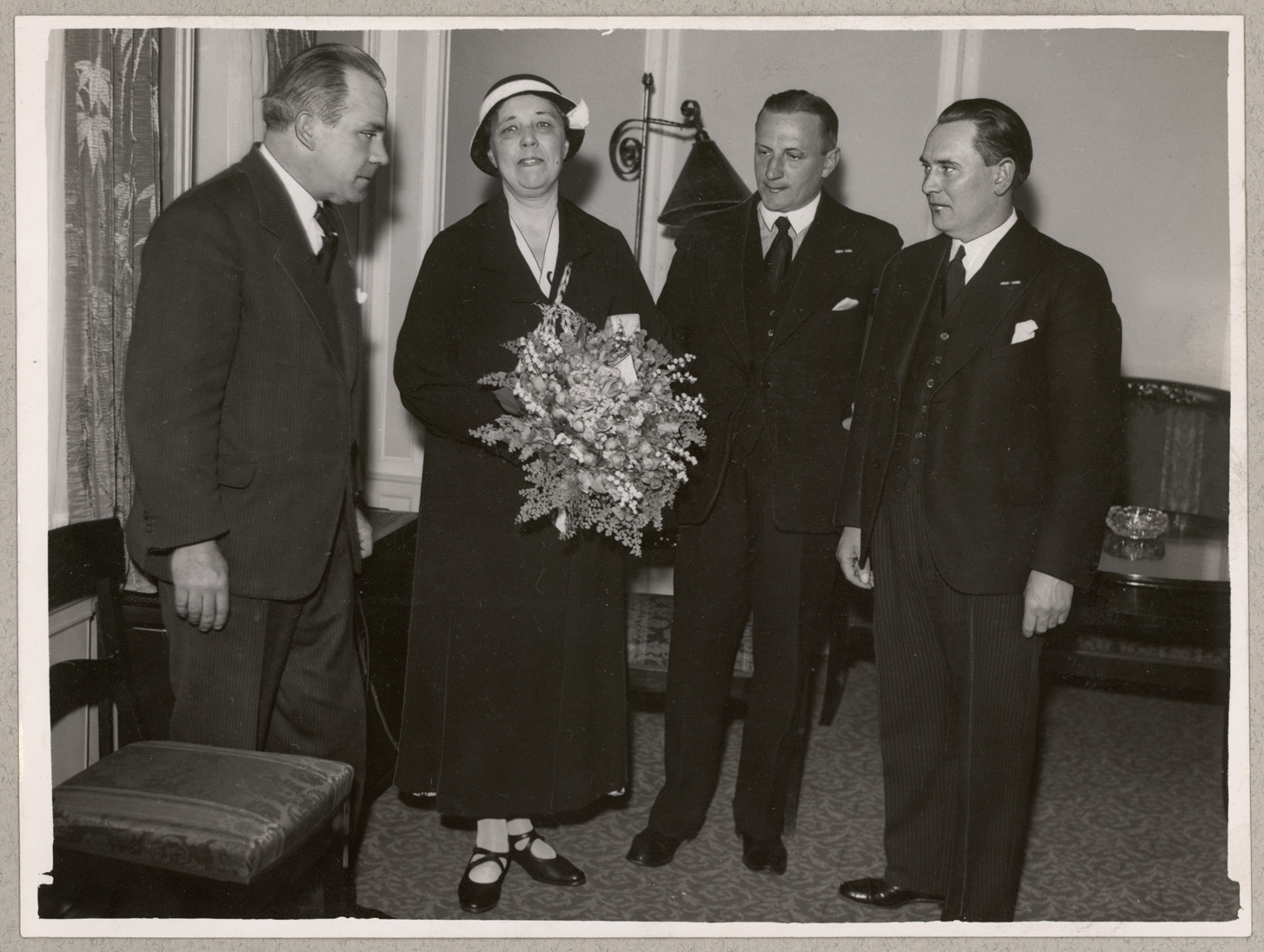
Elna Munch

Elna Elisabeth Munch, född Sarauw 13 juni 1871 i Petersværft, död 17 november 1945 i Köpenhamn, var en dansk politiker (Det Radikale Venstre) och kvinnosakskämpe.

## Uppväxt och utbildning
Elna Sarauw var dotter till skogvaktaren Conrad August Nicolaus Sarauw och dennes hustru Betzy Wilhelmine Hansen. 1891 avlade hon studentexamen vid N. Zahles Skole. Hon började därefter studera på Köpenhamns universitet och tog en examen (cand.mag.) med matematik som huvudämne. Hon blev således landets andra kvinnliga matematiker efter Thyra Eibe, som tog sin examen året innan. Efter sin studentexamen och under sina universitetsstudier var Sarauw lärare på flertal olika högre läroanstalter. År 1899 gav hon ut läroboken Naturlære til Skolebrug och under perioden 1900-1918 arbetade hon som lärare på Marie Kruses Skole. År 1902 gifte sig Sarauw med Peter Rochegune Munch, som 1929–1940 var Danmarks utrikesminister. Tillsammans fick de sonen Ebbe Helge år 1904.

## Arbetet för kvinnlig rösträtt
Elna Munch var, likt sin äldre syster Clara Tybjerg, en framträdande gestalt inom den danska kvinnorättsrörelsen under 1900-talets första hälft. Hon började som medlem av den lilla, radikalt orienterade, kvinnoorganisationen Politisk Kvindeforening år 1904. Därefter blev hon ordförande för Københavns Kvindevalgretsforening, som bildades ur Politisk Kvindeforening år 1906 som en motreaktion på Dansk Kvindesamfunds (DK) mer försiktiga och kompromissande linje i frågan om kvinnors rösträtt. Under Muchs ledning påbörjades en intensiv och landsomfattande agitationsverksamhet för kvinnlig rösträtt. Föreningen ombildades år 1907 till Landsforbundet for Kvinders Valgret (LKV) med Johanne Rambusch som ordförande och med Munch som vice ordförande och ordförande för organisationens verkställande utskott. Här var Munch den drivande kraften bakom en omfattande etablering av en rad lokalföreningar i hela Danmark på kort tid. Redan år 1908 omfattade förbundet 58 lokalföreningar med sammanlagt ca 6000 medlemmar. Efter tre år hade medlemsantalet nästan fördubblats och lokalföreningarna ökat till totalt 156. Vid det laget hade man gått om Dansk Kvindesamfund i storlek. År 1907 utgav Munch boken Kampen om Kvindernes Valgret.
Munch bidrog ofta med artiklar till förbundets egen tidskrift, Kvindevalgret, och arbetade inom förbundets interna upplysningsarbete. Med tiden kom förbundets arbete att ge resultat då kvinnor först fick rösträtt och berättigades att ställa upp som kandidater vid kommunalvalen år 1908. Kampen för kvinnlig rösträtt till Rigsdagen, det danska parlamentet med två kammare (Folketinget respektive Landstinget), hamnade därefter högst upp på LKV:s dagordning. Målet uppnåddes år 1915 i och med den ändring av grundlagen som genomfördes då, och förbundet lades ned. Detta gjorde att Munch hamnade i en öppen konflikt med särartsfeministen Gyrithe Lemche från Dansk Kvindesamfund. Denne ansåg att det inte räckte med att kvinnor nu fanns representerade i Rigsdagen, utan de dessutom måste vara övertygade feminister och sätta kvinnorörelsen och de feministiska frågorna högre än partitillhörigheten. Detta motsatte sig Munch, som var övertygad likhetsfeminist, och menade att kvinnorna borde gå in i partierna och verka i politiken på lika fot med männen. Konflikten resulterade i att Lemche fick lämna sina förtroendeposter, och hon ersattes av Munchs partikamrat och samarbetspartner Julie Arenholt. Under sina år i LKV var Munch en av dem som representerade förbundet internationellt och åren 1906–1923 deltog hon i alla kongresser i International Woman Suffrage Alliance.

## Kommunal- och folketingspolitiker
Vid tidpunkten för giftermålet med Peter Munch var Elna Munch styrelseledamot i Studentersamfundet, som förde en slags politisk radikalism i Venstrepolitikern Viggo Hørups anda. Kort därefter började hon arbeta på sin makes tidskrift Det ny Aarhundrede, som bidrog till den splittring som drabbade Venstre 1905 i fråga om försvarspolitiken, vilket resulterade i bildandet av Det Radikale Venstre. Makarna gick över till det nya partiet och Elna Munch var, tillsammans med Johanne Rambusch, en av de första kvinnorna i partistyrelsen. År 1917 blev hon invald i Köpenhamns kommunfullmäktige och satt där fram till år 1925. År 1918 blev hon, tillsammans med tre andra kvinnor, den första kvinna som valdes in till Folketinget. Hon var även den första kvinna som talade från Folketingets talarstol och hon var den enda kvinnan som representerade Det Radikale Venstre där fram till sin avgång 1935. Under sin tid i Folketinget var hon involverad i bland annat utformningen av lagen om lika lön mellan manliga och kvinnliga tjänstemän (1919) och äktenskapslagarna från 1922 och 1925. Hon argumenterade för att ge kvinnor åtgång till prästämbetet, dock utan att lyckas finna stöd i Folketinget. Hon såg arbetet för jämställdhet som en uppgift för partiet och inte som en kvinnosak.